# 제33회 골든 글로브상
제33회 골든 글로브상은 1975년 상영된 영화 중 가장 뛰어난 영화를 수상하기 위해 1976년 1월에 열린 시상식이다. 미국,캘리포니아/비버리 힐튼 호텔에서 개최되었다.

## 수상 및 후보

### 작품상-드라마
- 뻐꾸기 둥지 위로 날아간 새 - 밀로스 포먼 수상
- 배리 린든 - 스탠리 큐브릭
- 내쉬빌 - 로버트 알트만
- 죠스 - 스티븐 스필버그
- 뜨거운 오후 - 시드니 루멧

### 여우주연상-드라마
- 뻐꾸기 둥지 위로 날아간 새 - 루이스 플레처 수상
- 콘돌 - 페이 더너웨이
- 부서진 세월 - 카렌 블랙
- 저 하늘에 태양이 - 마릴린 하세
- Hedda - 글렌다 잭슨

### 남우주연상-드라마
- 뻐꾸기 둥지 위로 날아간 새 - 잭 니콜슨 수상
- 뜨거운 오후 - 알 파치노
- 그들에게 맛을 보여줘, 해리! - 제임스 휘트모어
- 맨 인 더 글래스 부스 - 맥시밀리안 쉘
- 프렌치 커넥션 2 - 진 핵크만

### 작품상-뮤지컬코미디
- 선샤인 보이 - 허버트 로스 수상
- 토미 - 켄 러셀
- 바람둥이 미용사 - 할 애쉬비
- 화니 레이디 - 허버트 로스
- 핑크 팬더 3 - 돌아온 핑크 팬더 - 블레이크 에드워즈

### 여우주연상-뮤지컬코미디
- 토미 - 앤-마그렛 수상
- 바람둥이 미용사 - 골디 혼
- 럭키 레이디(영어판) - 라이자 미넬리
- 바람둥이 미용사 - 줄리 크리스티
- 화니 레이디 - 바브라 스트라이샌드

### 남우주연상-뮤지컬코미디
- 선샤인 보이 - 월터 매튜 수상
- 핑크 팬더 3 - 돌아온 핑크 팬더 - 피터 셀레스
- 바람둥이 미용사 - 워런 비티
- 화니 레이디 - 제임스 칸
- 선샤인 보이 - 조지 번즈

### 여우조연상
- 재뉴어리 - 브렌다 바카로 수상
- 내쉬빌 - 바바라 해리스
- 내쉬빌 - 제랄딘 채플린
- 바람둥이 미용사 - 리 그랜트
- 내쉬빌 - 로니 블랙클리
- 내쉬빌 - 릴리 톰린

### 남우조연상
- 선샤인 보이 - 리차드 벤자민 수상
- 내쉬빌 - 헨리 깁슨
- 부서진 세월 - 버제스 메러디스
- 뜨거운 오후 - 존 카제일
- 뜨거운 오후 - 찰스 더닝

### 외국어 영화상
- 아버지가 내게 한 거짓말 - Jan Kadar 수상
- 마법 피리 - 잉그마르 베르히만
- Toute une vie - 끌로드 를르슈
- 스페셜 섹션 - 코스타 가브라스
- 헤다 - Trevor Nunn

### 감독상
- 뻐꾸기 둥지 위로 날아간 새 - 밀로스 포먼 수상
- 죠스 - 스티븐 스필버그
- 내쉬빌 - 로버트 알트만
- 배리 린든 - 스탠리 큐브릭
- 뜨거운 오후 - 시드니 루멧

### 각본상
- 뻐꾸기 둥지 위로 날아간 새 - 로렌스 하우벤 외 수상
- 죠스 - 피터 벤칠리
- 내쉬빌 - 조안 테퀘스버리
- 선샤인 보이 - 닐 사이먼
- 뜨거운 오후 - 프랭크 피어슨

### 음악상
- 죠스 - 존 윌리엄스 수상
- 핑크 팬더 3 - 돌아온 핑크 팬더 - Henry Mancini
- 왕이 되려던 사나이 - 존 휴스턴
- 화니 레이디 - 존 칸더
- 저 하늘에 태양이 - 찰스 폭스

### 주제가상
- 내쉬빌 - 키스 캐러딘 수상
- 저 하늘에 태양이 - 찰스 폭스
- 화니 레이디 - 존 칸더
- 종이 호랑이 - 로이 버드
- 위프스 - George Barrie 외

### 미스 골든 글로브
- 리사 파링거 수상

## 같이 보기
- 제48회 아카데미상
- 제29회 영국 아카데미 영화상